# Francotyp-Postalia
Der Francotyp-Postalia Konzern (FP) ist eine international tätige Unternehmensgruppe, deren Geschäftsmodell die Entwicklung, Herstellung und Vertrieb von Hardware-Produkten und Software-Lösungen für die Digitalisierung von gewerblichen Kommunikationsprozessen umfasst. Neben der Entwicklung, Herstellung und dem Vertrieb von Frankiermaschinen bietet der Konzern Softwarelösungen für komplexe Workflow- und Kommunikationsprozesse an.
Muttergesellschaft des FP-Konzerns ist die Francotyp-Postalia Holding AG, Berlin, die seit November 2006 an der Frankfurter Wertpapierbörse und am Handelsplatz XETRA notiert ist. Das Grundkapital dieser Gesellschaft setzt sich zusammen aus 16,3 Millionen Aktien, von denen ca. 40 % von Großaktionären gehalten werden. Die übrigen ca. 60 % befinden sich im Streubesitz. Die sich im Streubesitz befindlichen Aktien der Gesellschaft werden im regulierten Markt (Prime Standard) gehandelt.

## Geschäftsmodell des FP-Konzerns
Der FP-Konzern hat die folgenden Geschäftsbereiche:
- Mailing, Shipping & Office Solutions:[5]

Im Geschäftsbereich Mailing, Shipping & Office Solutions sind das Frankiermaschinengeschäft sowie weitere Produkte und Softwarelösungen zusammengefasst, vom Frankieren und Kuvertieren, über Büromaterial und -Produkte bis hin zum Paketversand.
FP ist laut eigenen Angaben weltweit der drittgrößte Hersteller von Frankiersystemen. Während die Produktion ausschließlich in Deutschland stattfindet, erfolgt der weltweite Vertrieb mittels eigener Tochtergesellschaften (Deutschland, USA, Kanada, UK, Norwegen, Schweden, Finnland, Dänemark, die Niederlande, Belgien, Österreich, die Schweiz, Frankreich und Italien) sowie in vielen weiteren Ländern über Händler.
- Digital Business Solutions:[7]

Im Geschäftsbereich Digital Business Solutions sind alle Aktivitäten rund um digitale Lösungen gebündelt, die Geschäftsprozesse vereinfachen und effizienter machen.
Hierzu zählt im Bereich Document Workflow Management das Input- und Outputmanagement, mit dem Kunden effizient ihren Postein- und ausgang managen können. Im Inputmanagement werden eingehende physische und digitale Dokumente erfasst, nach kundenspezifischen Kriterien analysiert, ausgewertet und anschließend dem Daten- oder Dokumentensystem des Kunden in elektronischer Form zugeführt.  Im Outputmanagement übernimmt FP den Druck, das Kuvertieren, das Frankieren sowie die Übergabe an Zustelldienste oder die Zustellung in digitaler Form.
Der Bereich Business Process Management & Automation umfasst die Produkte und Lösungen für effiziente und automatisierte Prozess-Workflows der Kunden. Hierzu zählen neben digitalen Signaturen auch die Lösungen für den elektronischen Rechtsverkehr.
Der Bereich Shipping- & Logistics umfasst sowohl die SaaSbasierte Parcel Shipping Software für den Paketversand als auch Softwarelösungen für das Paketeingangsmanagement, das Asset-Tracking und interne Logistik.

## Geschichte
- 11.07.1923: Gründung der Postfreistempler GmbH, Bielefeld durch die Anker-Werke, Bielefeld, Bafra Maschinen Ges. mbH, Berlin und die Uhrenfabrik Furtwängler, Furtwangen
- 1925: Umfirmierung der Postfreistempler GmbH in Francotyp GmbH
- 1938: Gründung der Freistempler GmbH, Frankfurt am Main durch T&N
- 1969: Erwerb der Freistempler GmbH durch die Anker-Werke, Bielefeld
- 1977: Erwerb der Francotyp GmbH, Berlin und der Postalia GmbH, Offenbach (die frühere Freistempler GmbH) durch die zum Siemens-Konzern gehörende Bergmann-Gruppe
- 1989: Erwerb der Bergmann-Gruppe und damit auch der Francotyp-Postalia-Gruppe durch die Gebr. Röchling KG, Mannheim
- 1994: Zusammenfassung der Produktion und Verwaltung am neuen Standort Birkenwerder, Brandenburg
- 2005: Erwerb der Francotyp-Postalia-Gruppe durch Quadriga Capital, Frankfurt am Main und FP-Management
- 2006: Erwerb der freesort GmbH (100 %) und IAB - Internet Access GmbH (51 %)
- 30.11.2006: Börsengang der Francotyp-Postalia Holding AG
- 2010: Gründung der FP InovoLabs GmbH
- 2011: Erwerb sämtlicher Anteile der Mentana-Claimsoft GmbH
- 2014: Verlegung der Produktion nach Wittenberge, Brandenburg und der Verwaltung nach Berlin
- 2017: Erwerb der ausstehenden Anteile an der IAB - Internet Access GmbH
- 2018: Erwerb der Tixi.com GmbH & Co. KG, Berlin
- 2020: Umfirmierung der IAB - Internet Access GmbH in IAB Communications GmbH
- 2020: Erwerb der HEFTER Systemform GmbH, Prien am Chiemsee[8]
- 2021: Verschmelzung der IAB Communications GmbH und der Mentana-Claimsoft GmbH und Umfirmierung der Gesellschaft in FP Digital Business Solutions GmbH[9]
- 2021: Gründung der FP NeoMonitor GmbH, einer cloudbasierten Plattform zur Digitalisierung von Anlagen im Gebäudemanagement[10]
- 2022: Erwerb der operativen Gesellschaften der Azolver-Gruppe[11]
- 2022: Erwerb sämtlicher betriebsnotwendiger Vermögenswerte der pakadoo GmbH[12]
- 2024: Veräußerung der Tochtergesellschaft freesort GmbH / Geschäftsbereich Mail Services[13]

## Produkt-/Markteinführungen
- 1990: Markteinführung der ersten vollelektronische Frankiermaschine mit Thermotransferdruck
- 2004: Markteinführung von Frankiermaschinen mit Frankit-Technologie
- 2007: Markteinführung der High-Tech-Frankiermaschine Centormail
- 2008: Erweiterung des Produktportfolio um Falzmaschinen
- 2012: Markteinführung des Frankiermaschinensystems PostBase
- 2012: Akkreditierung als erster De-Mail-Anbieter durch das BSI (Bundesamt für Sicherheit in der Informationstechnik).
- 2016: Markteinführung von FP Sign
- 2018: Einführung der ISR-Technologie in den Frankiermaschinen in Deutschland und an allen Standorten der freesort GmbH
- 2019: Markteinführung des Frankiermaschinensystems PostBase Vision
- 2020: Markteinführung von FP Parcel Shipping US
- 2021: Markteinführung der neuen Hybrid-Mail Plattform TransACTMail
- 2021: Markteinführung der cloudbasierten Software Vision360 zum Management der Postausgaben
- 2023: Markteinführung PostBase Vision A120
- 2023: Markteinführung elektronisches Bürger- und Organisationspostfach (eBO)
- 2024: Markteinführung der PostBase Green
- 2025: Markteinführung der PostBase Fusion

## Belege
1. ↑  Francotyp-Postalia Holding AG. Abgerufen am 7. Dezember 2021.
2. ↑  Aktionärstruktur. Abgerufen am 3. Januar 2022.
3. ↑  Aktionärstruktur. Abgerufen am 3. Januar 2022.
4. ↑  Francotyp-Postalia Holding AG. Abgerufen am 3. Januar 2022.
5. ↑  Frankieren & Office Lösungen. Abgerufen am 3. Januar 2022.
6. ↑  Francotyp-Postalia Vertrieb und Service GmbH
7. ↑  Digital Business Solutions. Abgerufen am 22. März 2022.
8. ↑  FP schafft 80 Arbeitsplätze in Hennigsdorf bei Berlin. Abgerufen am 3. Januar 2022.
9. ↑  FP Digital Business Solutions GmbH: FP Digital Business Solutions GmbH. Ehemals im Original (nicht mehr online verfügbar); abgerufen am 3. Januar 2022. (Seite nicht mehr abrufbar. Suche in Webarchiven)
10. ↑  Gebäudetechnik smart digitalisieren mit NeoMonitor. Abgerufen am 22. März 2022.
11. ↑  Francotyp-Postalia erwirbt Azolver. Abgerufen am 22. März 2022.
12. ↑  Francotyp-Postalia erwirbt pakadoo. Abgerufen am 5. April 2023.
13. ↑  Francotyp-Postalia Holding AG: Fokussierung des Transformationsprozesses durch Verkauf der freesort GmbH. Abgerufen am 1. Oktober 2024.